# The Star (Afrique du Sud)
Pour les articles homonymes, voir The Star.
The Star est un quotidien d'information sud-africain fondé en 1887 à Johannesburg. Il paraissait depuis 1873 sous le titre The Eastern Star. Le directeur de la rédaction actuel est Moegsien Williams.

## Histoire
The Eastern Star est créé en 1873 à Grahamstown, au sud-est du pays, dans la province du Cap-Oriental. En 1887, les presses sont déplacées dans des chariots à bœufs jusqu'à Johannesburg après la découverte d'or dans les montagnes proches du Witwatersrand ; la première édition sous le nom actuel paraît le 17 octobre de cette même-année. Le slogan du journal Telling it like it is (Dire les choses telles qu'elles sont) est adopté en 1935. Cette phrase est une volonté d'objectivité journalistique ce qui suppose de faire face à la politique d'apartheid. Harvey Tyson, ancien rédacteur en chef du Star écrit que « mis à part les menaces de coups de fouet au rédacteur dans les années 1920, quand c'était la mode, et des menaces de mort à l'encontre de celui-ci dans les années 1980, quand le terrorisme de gauche et de droite était à la mode ; mis à part l’exclusion au XIXe et les poursuites judiciaires au XXe ; mis à part les incendies occasionnels des bureaux et puis de ce qui restait après, The Star n'a pas cessé d'apprécier de « dire les choses telles qu'elles sont ». »,.
La fin de l’apartheid en 1994 donne une plus grande liberté au quotidien. En 1998, le journal est le premier grand quotidien d'Afrique du Sud à employer une photographe noire, Neo Ntsoma.  Elle y assure des permanences de nuit, pour couvrir les faits divers nocturnes, des descentes de police aux scènes de meurtre, des arrestations violentes aux incendies de maisons qui ravagent les townships. Sa proximité avec la communauté noire donne souvent à ses reportages photographiques un regard différents sur les faits,. En 1999, les membres de la rédaction s'engagent à respecter un code déontologique.